# Klára Seidlová
Klára Seidlová (ur. 10 marca 1994) – czeska lekkoatletka, sprinterka. 
W 2013 zdobyła brąz w biegu na 100 metrów oraz zajęła 6. miejsce na dwa razy dłuższym dystansie podczas mistrzostw Europy juniorów w Rieti. 

## Osiągnięcia
| Rok  | Impreza                                 | Miejsce    | Konkurencja             | Lokata     | Wynik |
| ---- | --------------------------------------- | ---------- | ----------------------- | ---------- | ----- |
| 2013 | Mistrzostwa Europy juniorów             | Rieti      | bieg na 100 metrów      | 3. miejsce | 11,88 |
| 2013 | Mistrzostwa Europy juniorów             | Rieti      | bieg na 200 metrów      | 6. miejsce | 24,16 |
| 2013 | Mistrzostwa Europy juniorów             | Rieti      | sztafeta 4 × 100 metrów | eliminacje | DNF   |
| 2017 | Halowe mistrzostwa Europy               | Belgrad    | bieg na 60 metrów       | półfinał   | 7,43  |
| 2017 | Superliga drużynowych mistrzostw Europy | Lille      | sztafeta 4 × 100 metrów | 7. miejsce | 44,10 |
| 2018 | Halowe mistrzostwa świata               | Birmingham | bieg na 60 metrów       | półfinał   | 7,35  |
| 2018 | Mistrzostwa Europy                      | Berlin     | bieg na 100 metrów      | eliminacje | 11,63 |
| 2018 | Mistrzostwa Europy                      | Berlin     | sztafeta 4 × 100 metrów | eliminacje | 44,12 |
| 2019 | Halowe mistrzostwa Europy               | Glasgow    | bieg na 60 metrów       | półfinał   | 7,41  |

## Rekordy życiowe
- Bieg na 60 metrów (hala) – 7,23 (2018, 2020) rekord Czech
- Bieg na 100 metrów – 11,46 (2018) / 11,30w (2018)
- Bieg na 200 metrów – 23,66 (2017) / 23,40w (2018)